# Малый гризон
Малый гризо́н (лат. Galictis cuja) — хищное млекопитающее из семейства куньих (Mustelidae).

## Описание
Голова и тело длиной 280—508 мм, хвост длиной 120—193 мм, а вес 1,0—2,5 кг.
Морда, брюхо и лапы чёрные. Верхняя сторона тела жёлто-серая или коричневая. По лбу и бокам шеи проходит белая полоса.

## Распространение
Малый гризон распространён на территории Аргентины, Боливии, Бразилии, Чили, Парагвая, Перу.
Встречается в открытых местообитаниях, в экстремально засушливом Чако, в густых зарослях, вблизи открытой воды, в лиственных и вечнозелёных лесах, саваннах и горных районах до высоты 4200 м. Этот вид также обитает в сельскохозяйственных районах в пампасах.

## Питание
Малый гризон питается мелкими млекопитающими, птицами и их яйцами, ящерицами, земноводными и плодами.